# Письмо о знаках, использовавшихся индейцами до завоевания
Письмо о знаках, использовавшихся Индейцами до завоевания — этот документ является копией из кодекса Эскориала (состоявшего из обзорной документации), где приводиться мнение испанского чиновника Фернандо Мурильо де ла Серда о пиктографии индейцев Перу и их учётной системе, в частности, он касается вопроса использования кипу.

## Об источнике
В Национальной Библиотеке Мадрида эта рукопись, датированная 1589 годом, числиться как: Murillo de la Cerda. — Carta sobre los caracteres usados por los Indios antes de la conquista. Papeles varios Mss. n. 13; Век XVIII. Номер в каталоге: 5938; стр. 433—435.

## Публикации
- Frank Salomon. The cord keepers: khipus and cultural life in a Peruvian village. — Duke University Press, 2004, стр. 112—113.